# Seke-Banza
Seke-Banza är ett territorium i Kongo-Kinshasa. Det ligger i provinsen Kongo-Central, i den västra delen av landet, 250 km väster om huvudstaden Kinshasa.